# Encephalitis lethargica
Az encephalitis lethargica vagy más néven von Economo betegség egy atípusos agyvelőgyulladás, mely 1916 és 1927 között járványszerű előfordulást mutatott, azóta azonban csak szórványosan fordul elő és meglehetősen ritka kórképnek számít. A betegségen átesett személyek katatón állapotba kerültek, nem mozogtak és nem beszéltek. A kórképet 1916-ban írta le az osztrák Constantin von Economo, mint egy torokgyulladást követő betegséget, amire egyfajta alvásszerű állapot, a bazális ganglionok károsodására utaló Parkinson-kór szerű, illetve egyéb neuropszichiátriai tünetek jellemzőek. A betegséget hívják álomkórnak is (angolul: sleeping sickness), mely azonban nem összekeverendő a cecelegyek által terjesztett fertőző betegséggel, az afrikai álomkórral.
A betegség kialakulási mechanizmusa ismeretlen, egyesek felső légúti fertőzést követően kialakuló autoimmun folyamatnak tartják, melyben a bazális ganglionok elleni kóros autoantitestek is kimutathatók. Mivel a kórkép az 1918-as spanyolnátha járvánnyal nagyjából egy időben tűnt fel, többen az influenza vírusokkal hozták összefüggésbe.
A kezelése nem megoldott, egyes betegekben a szteroidok is jótékonyan hatnak a betegségre. A tartós katatón állapotban alkalmazott levodopa terápia drasztikus javulást idéz elő, mely azonban csak átmeneti jellegű.

Oliver Sacks amerikai neurológus Ébredések című regénye és az abból 1990-ben Robert De Niro és Robin Williams főszereplésével készült azonos című film Sacks encephalitis lethargicában szenvedő betegeivel kapcsolatos tapasztalatai alapján készültek.